# 152-мм зенитная пушка КМ-52
Проектирование 152-мм зенитной пушки КС-52 было начато на заводе № 8 в 1948 году. По первоначальному проекту: начальная скорость 1030 м/с, вес снаряда 49 кг, вес системы 45 тонн.
В 1949 году ОКБ-8 закончило технический проект «152-мм подвижная зенитная пушка с ССП», начальная скорость 1030 м/с, вес снаряда 49 кг, скорострельность 10 выстр/мин., вес системы в походном положении 46 т. После рассмотрения техпроекта решением Арткома и Министерства вооружений работы по КС-52 были прекращены в 1949 году.
Постановлением Совета министров № 2966—1127 от 26 ноября 1951 года была утверждена тема «Создание 152-мм зенитной пушки на базе КС-30». Работы по теме велись ОКБ-8 и КБ завода № 172. Главный конструктор — Цирульников М.Ю.
Технический проект новой пушки, получившей название КМ-52, был окончательно доработан лишь в июне 1954 года. 28 января 1955 года Техсовет Министерства оборонной промышленности рассмотрел проект КМ-52.
Головным заводом по производству КМ-52 был назначен завод № 172. Завод № 232 изготавливал стволы пушек по чертежам завода № 8 и поставлял их на завод № 172. Приводы ГСП-152 создавались в ЦНИИ-173 (главный конструктор Монастырский Г. Б.), а серийно изготавливалась на заводе № 710 в Подольске.
Снаряды разрабатывались в НИИ-24, а изготавливались заводом № 73. Гильзы разрабатывались в НИИ-147.
Изготовление элементов выстрела для КМ-52 велось по чертежам выстрела пушки СМ-27.
В начале 1955 года завод № 221 изготовил и поставил два ствола заводу № 172. В декабре 1955 года опытный образец пушки КМ-52 прошёл заводские испытания и 28 декабря 1955 года был сдан заказчику.
По сравнению с КС-30 изменения в лафете небольшие.
В ходе испытаний опытного образца КМ-52 получена скорострельность 16-17 выстрелов в минуту. Это достигнуто за счёт механизации заряжания, при незначительном повышении мощности ГСП, без сокращения циклов откат-накат, срабатывания АУВ и других времен, входящих в циклограмму КС-30. Таким образом, за счёт пересмотра конструкции и режимов их работы вскрыты дополнительные резервы и использованы для увеличения скорострельности.
В 1957 году была изготовлена партия из 16 пушек КМ-52 .
В ходе контрольных испытаний в 1957 году получены результаты:
Постановлением Совета Министров СССР, выпущенном в июне 1958 года, прекращены работы по активно-реактивным снарядам для КМ-52 .